# Prayssac
Prayssac (okzitanisch: Praissac) ist eine südfranzösische Gemeinde mit 2.500 Einwohnern (Stand: 1. Januar 2022) im Département Lot in der Region Okzitanien. Die Gemeinde gehört zum Arrondissement Cahors und zum Kanton Puy-l’Évêque. Die Einwohner werden Prayssacois genannt.

## Geographie
Prayssac liegt am Nordufer des Flusses Lot in der alten Kulturlandschaft des Quercy. Umgeben wird Prayssac von den Nachbargemeinden Pomarède im Norden, Les Junies im Nordosten, Castelfranc im Osten, Anglars-Juillac im Südosten, Bélaye im Süden, Lagardelle im Südwesten sowie Pescadoires und Puy-l’Évêque im Westen.

## Bevölkerungsentwicklung
| Jahr      | 1962 | 1968 | 1975 | 1982 | 1990 | 1999 | 2006 | 2017 |
| Einwohner | 1850 | 1975 | 2065 | 2160 | 2233 | 2300 | 2439 | 2397 |

## Sehenswürdigkeiten
- Kirche Saint-Barthélémy, 1861 wiedererrichtet
- Kapelle Calvayrac
- Dolmen de la Bertrandoune

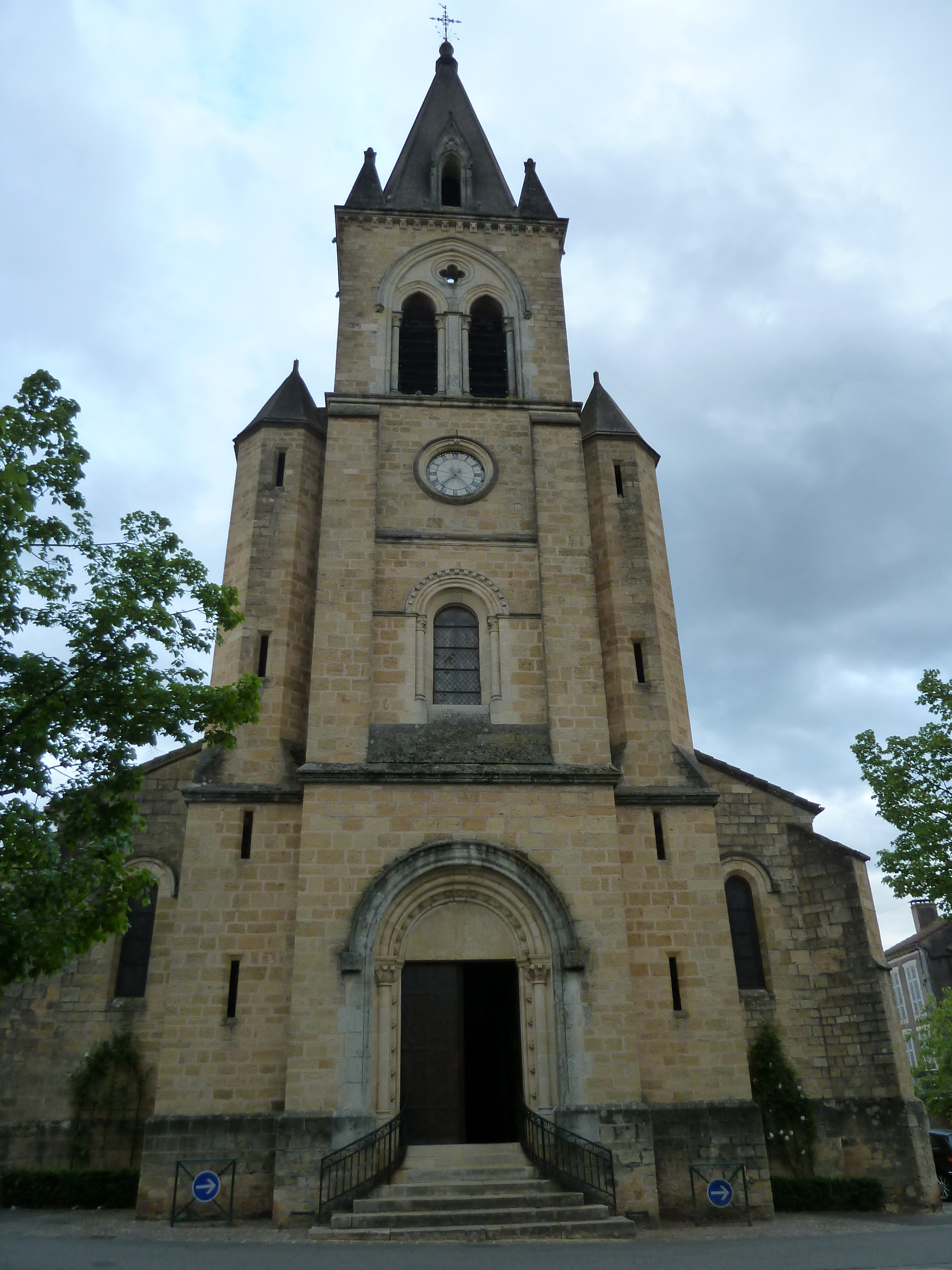
Kirche Saint-Barthélémy
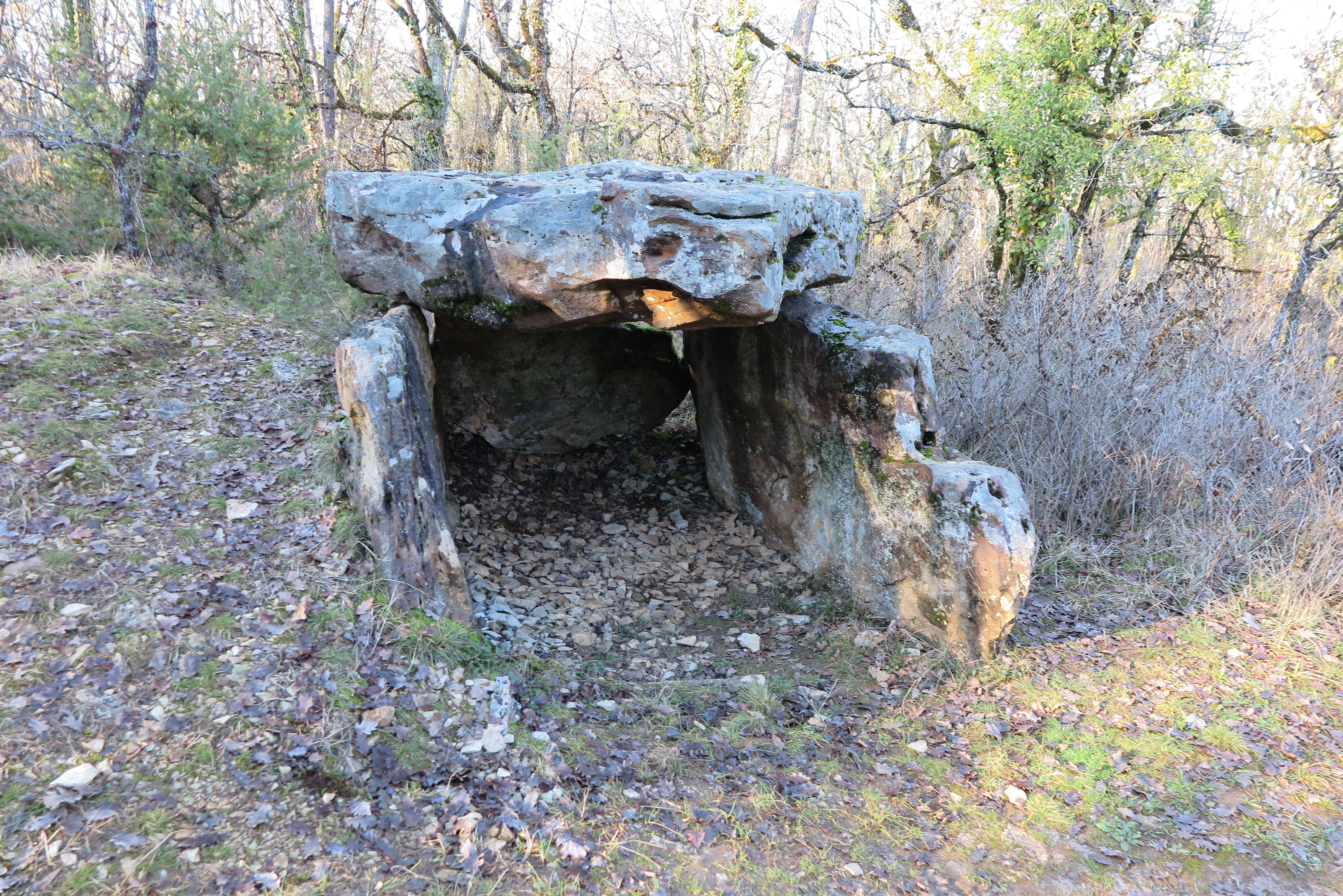
Dolmen de la Bertrandoune
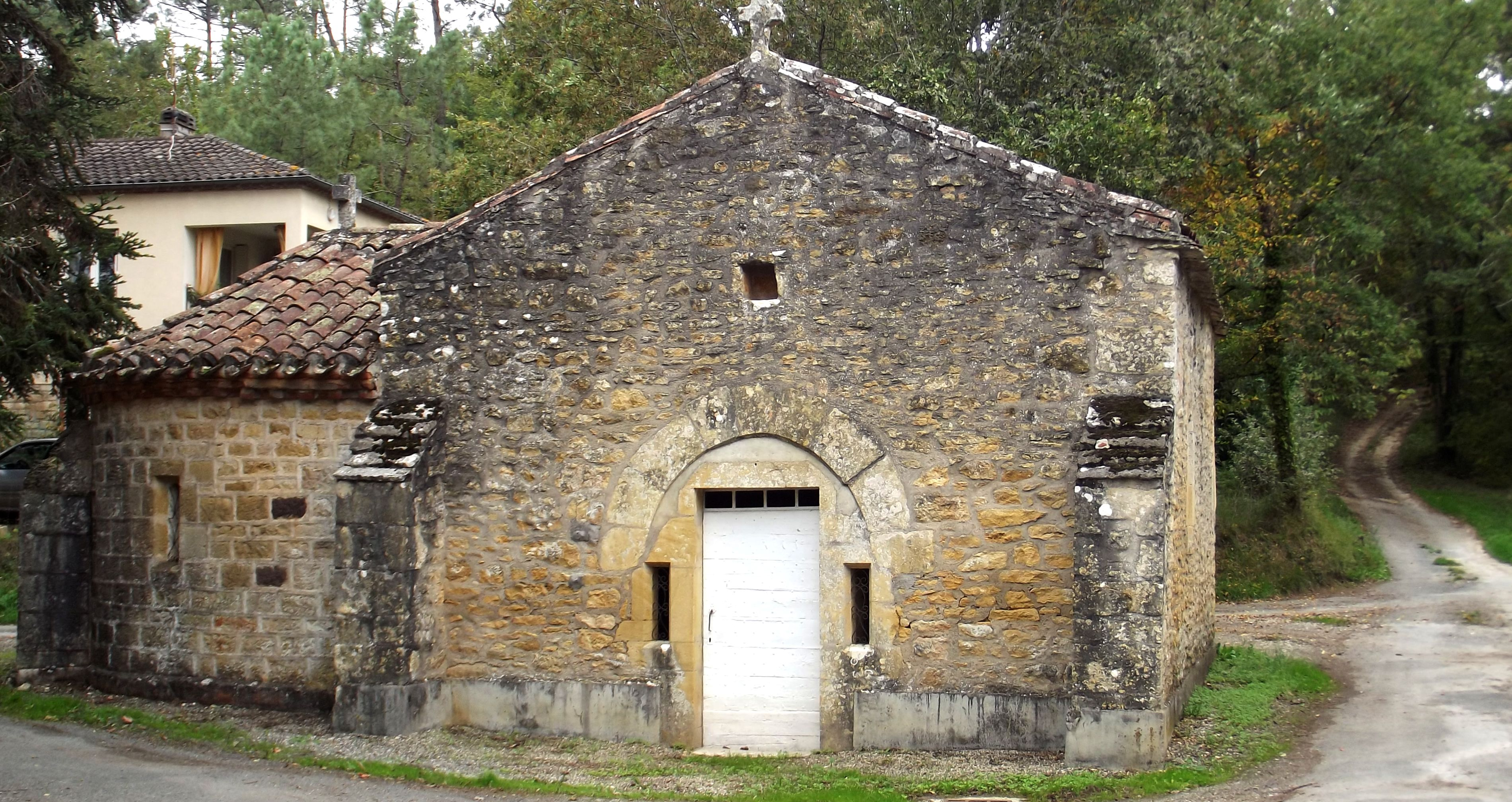
Kapelle Calvayrac

## Persönlichkeiten
- Jean-Baptiste Bessières (1768–1813), Herzog von Istrien, Marschall
- Bertrand Bessières (1773–1854), General
- Maurice Faure (1922–2014), Widerstandskämpfer, Innen- und Europaminister, Bürgermeister von Prayssac (1953–1965)